# 타헬레스
타헬레스(독일어: Kunsthaus Tacheles)는 독일 베를린의 오라니엔부르거 거리(Oranienburger Straße 54-56a, Berlin-Mitte)에 위치하고 있는 약 60,000m2의 5층 건물이다. 타헬레스에는 50여 명의 예술가들이 창작 활동을 하는 아틀리에와 공연, 전시회, 음악 콘서트 등이 열리는 홀과 카페가 있다. 대안문화의 대표적인 건물인 타헬레스는 2012년 9월 4일 건물이 매각되어 폐쇄되었다.

## 타헬레스의 유래
베를린의 스쾃운동은 1980년대 베를린의 동남쪽 크로이츠베르크(Kreuzberg) 지역을 중심으로 활성화되었다. 통일 이후 동베를린 거주민들이 서베를린으로 대거 이주함에 따라서 동베를린에 빈 건물이 늘어나게 되었고, 이러한 현상 속에서 스쾃운동이 본격화되었다. 동베를린 중심가에 위치한 타헬레스는 1990년 당시 폐허였으며 스쾃 예술가들에 의해 점령되었다. 스쾃의 대표적인 이름이 된 타헬레스의 탄생이었다. 타헬레스란 ‘자신의 주장이나 견해를 명확하게 말한다’라는 의미를 가진 유대어다. 스쾃 예술가들은 “너희는 건물을 가졌지만 쓰지 않고 있고, 우리는 돈이 없지만 작업실이 필요하다.”라고 말하며 당당하게 자리 잡았다.

## 타헬레스의 구조

카페 차파타

타헬레스의 전 벽면에는 그래피티들이 가득 차있다. 타헬레스를 방문한 사람들이 벽에 낙서를 하고 간 것이 이 곳의 상징이 된 것이다. 타헬레스의 1층에는 차도 마시고 식사도 할 수 있는 카페, 밤이면 맥주를 마시며 인디밴드 뮤지션들의 음악과 퍼포먼스를 즐길 수 있는 바가 되는 카페 차파타(Cafe Zapate)와 주로 연극과 음악 콘서트나 전시회, 집회 등의 다양한 행사가 열리는 125석 정도의 좌석이 마련된 골든 홀(Golden Hall)이 있다. 또한 영화관 겸 카페 highend54와 작품을 전시하는 갤러리, 작품을 판매하는 아트샵이 있다. 타헬레스의 3,4층에는 50여 명의 예술가들이 작품 활동을 하는 30여 개의 아틀리에가 있는데 아틀리에의 한달 임대료는 150유로(4유로/m2)정도이며, 임대 기간은 6개월로 제한된다. 타헬레스의 갤러리와 아틀리에는 24시간 개방된다. 타헬레스의 5층에는 전시 공간, 극장, 음악 공연장 등 다용도로 사용되는 블루살롱(Blue Salon)이 있다.

## 타헬레스의 역사

### 통일 이전

AEG 타헬레스

1907년 당시 제국 건설 부서의 프란츠 아렌스(Franz Ahrens)가 타헬레스의 건축을 맡아 1908년에 완공했다. 이 당시 타헬레스는 여러 상점이 들어선 쇼핑몰이었다. 1914년까지 쇼핑몰로 이용되다가 경제적인 문제로 경매에 넘겨졌다. 1928년에 AEG(Allgemeine Elektrizitäts-Gesellschaft)회사에 인수되어 AEG 제품의 디스플레이와 마케팅을 위한 공간으로 사용되었다. 이후 제2차 세계대전 시기에 나치당의 행정과 조직관리를 위한 공간으로 사용되었고 1943년에는 건물의 5층이 프랑스인 포로 수용소로 사용되기도 했다. 또한 1943년부터 1945년 사이에 공습으로 인한 피해로 타헬레스는 폐허가 되었다. 1948년 이후로는 파손되지 않은 건물의 일부만이 애완견 센터로 이용되는 등 여러 용도로 이용되었을 뿐, 이미 파손된 곳들은 그대로 방치되었다. 통독 전 동베를린 정부는 타헬레스가 위치한 유태인 주거지역 전체를 개발할 계획이었으나 지역개발 계획이 구체적으로 추진되기 이전까지는 타헬레스는 개발에 필요한 자재들을 쌓아두는 창고 역할만 하였고 1990년에는 전부 철거 예정이었다.

### 통일 이후
하지만 베를린 장벽 붕괴 이후, 1990년 2월에 레오 콘다인과 각 국에서 모여든 예술가들이 소방차를 이용한 대규모 퍼포먼스를 보이며 타헬레스를 점령했다. 이들은 대변인 요헨 산디히를 앞세워 타헬레스를 철거하려는 베를린 정부와 협상과 싸움을 반복했다. 결국 9년이 지난 1999년, 정부의 지원과 함께 합법적인 입주권을 얻어냈다. 타헬레스는 정부와 기업체의 후원을 받자 2000년~2002년에 걸쳐 대대적으로 공간을 재구획했다. 이 때 1층에는 400m2의 새로운 갤러리와 2층 높이의 천장에 312.5ㄹm2 규모의 Golden Hall이 만들어졌다. 2009년에는 타헬레스를 소유한 투자펀드 푼두스 그룹에서 10년의 임대계약이 끝났다며 예술가들에게 강제퇴거를 통보했고 예술가들은 이에 맞서 싸웠다. 하지만 결국 2012년 9월 4일 건물이 매각되어 타헬레스는 폐쇄되었다.

## 타헬레스에 대한 평가
독일 통일 이전의 타헬레스는 폐허였기 때문에 정부는 이를 철거 대상으로 보았다. 하지만 1990년에 스쾃 운동가들에 의해 타헬레스가 점령된 후 타헬레스는 베를린 스쾃운동의 거점이자 상징으로 여겨졌다. 2000년대 초에 타헬레스는 정부의 합법적인 승인과 지원을 받으면서 쿤스트하우스 타헬레스(Kunsthaus Tacheles)로 변화했고 이는 국제 아트센터의 기능을 강화시키는 것이었다. 하지만 정부의 지원으로 인해 스쾃운동의 상징이었던 타헬레스는 비판을 받게 된다. 타헬레스가 제도기관의 양상을 띠면서 초기 스쾃 운동가들의 다수는 타헬레스를 떠났고 정부지원금에 의해 예술문화 사업이 운영되면서 타헬레스 그 본래의 정체성을 잃고 언더그라운드의 이미지를 전략으로 삼는 제도권 기관으로 전락했다는 것이다.

## 이미지 갤러리

타헬레스 - Kunsthaus Tacheles
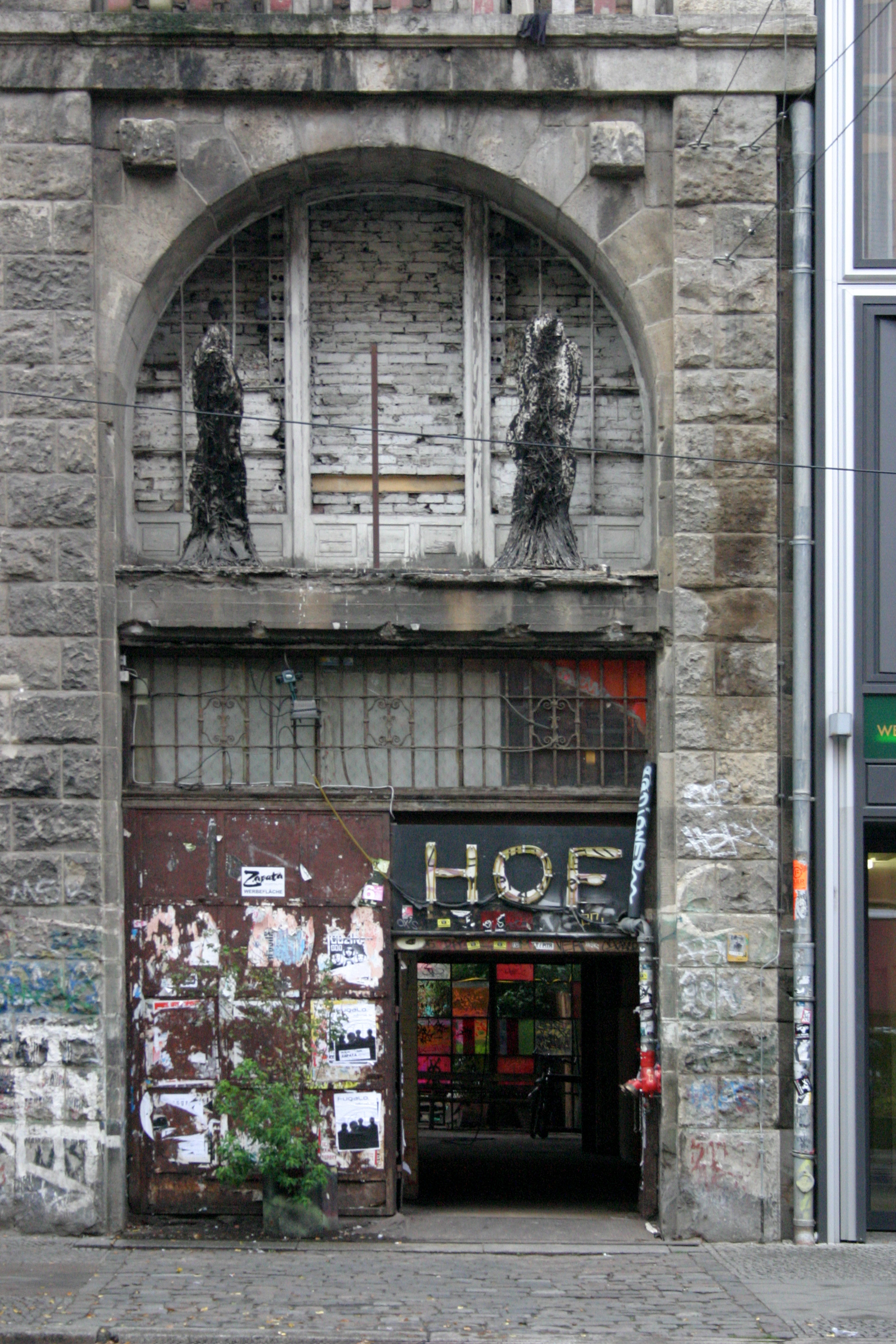
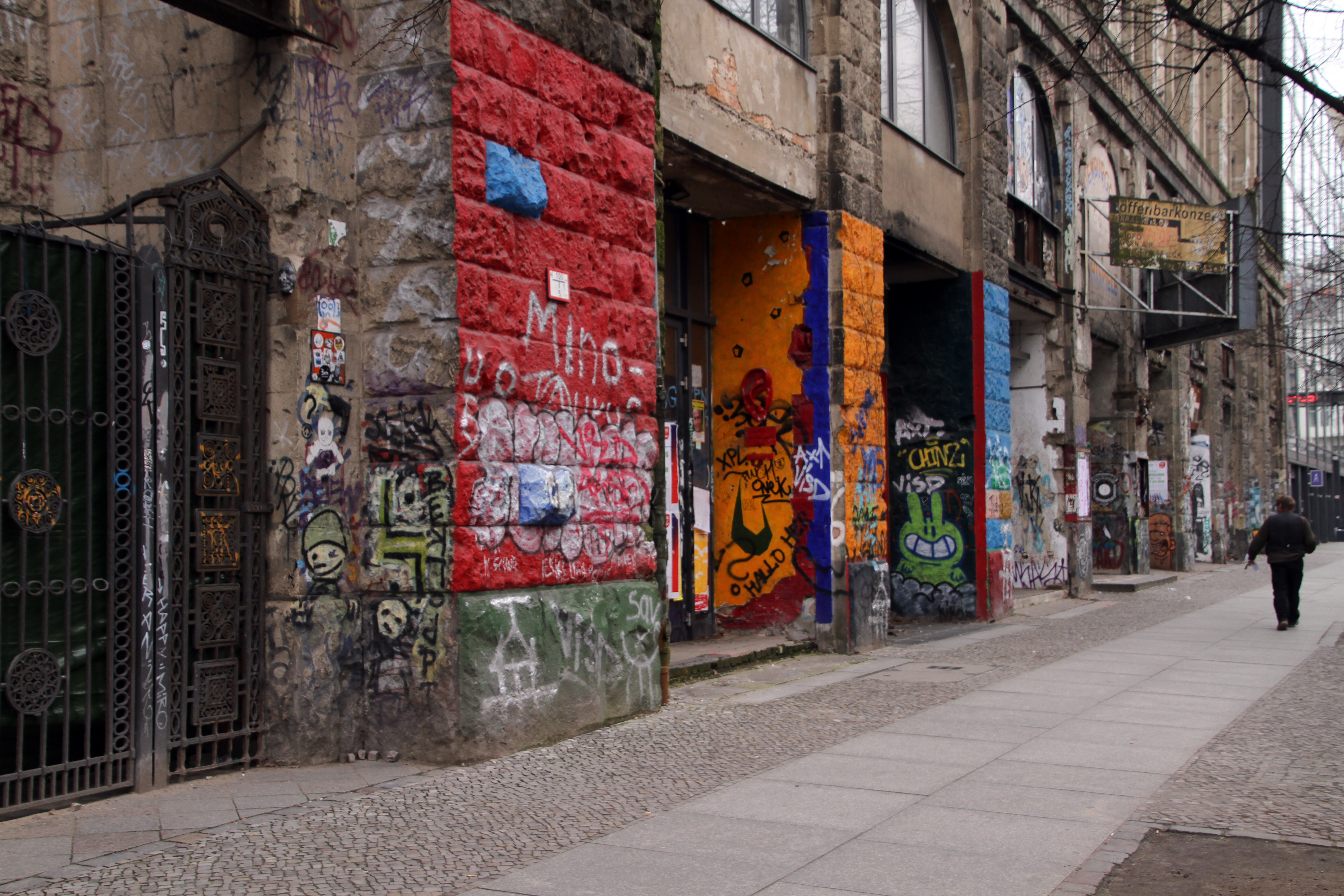
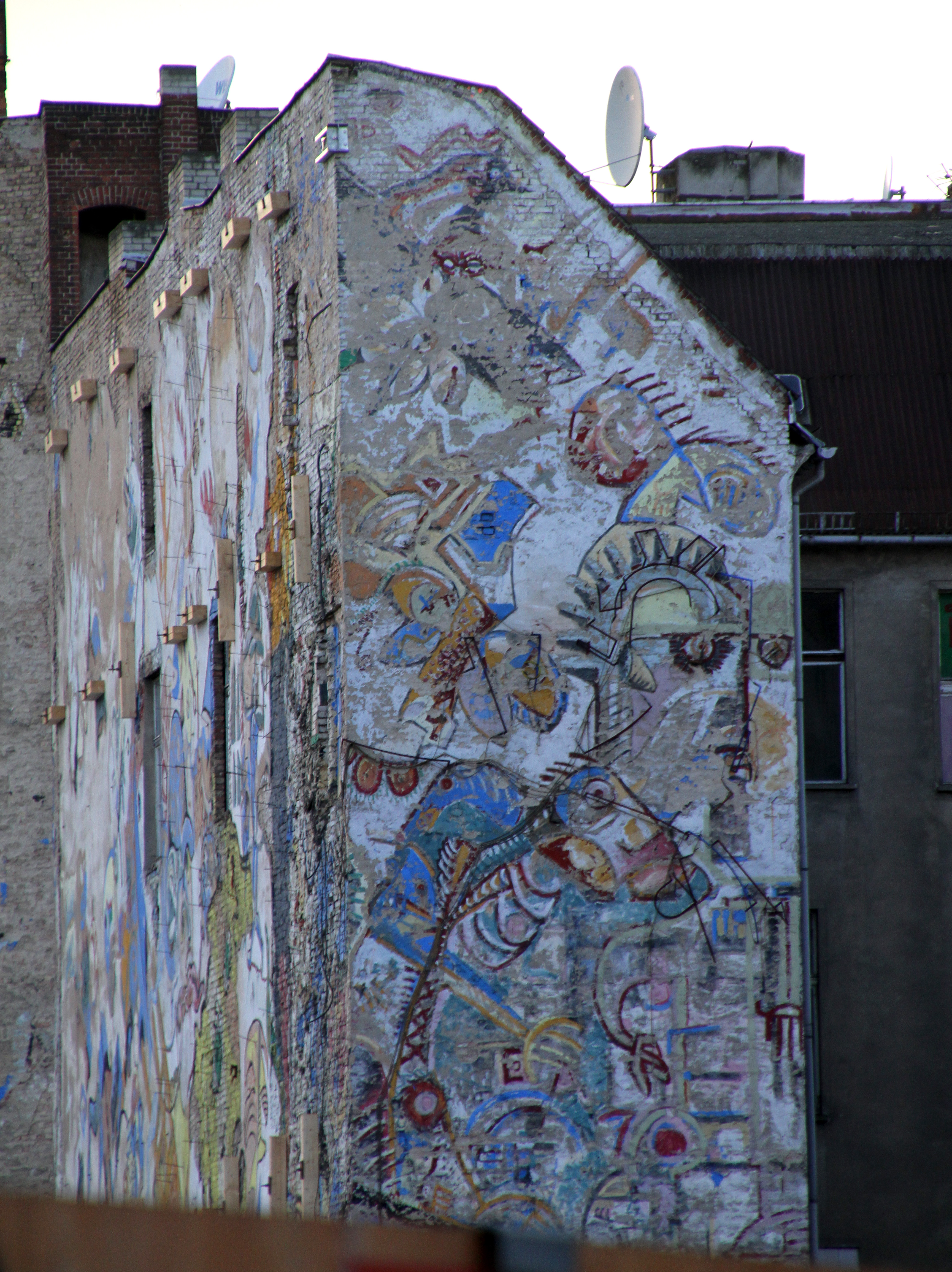
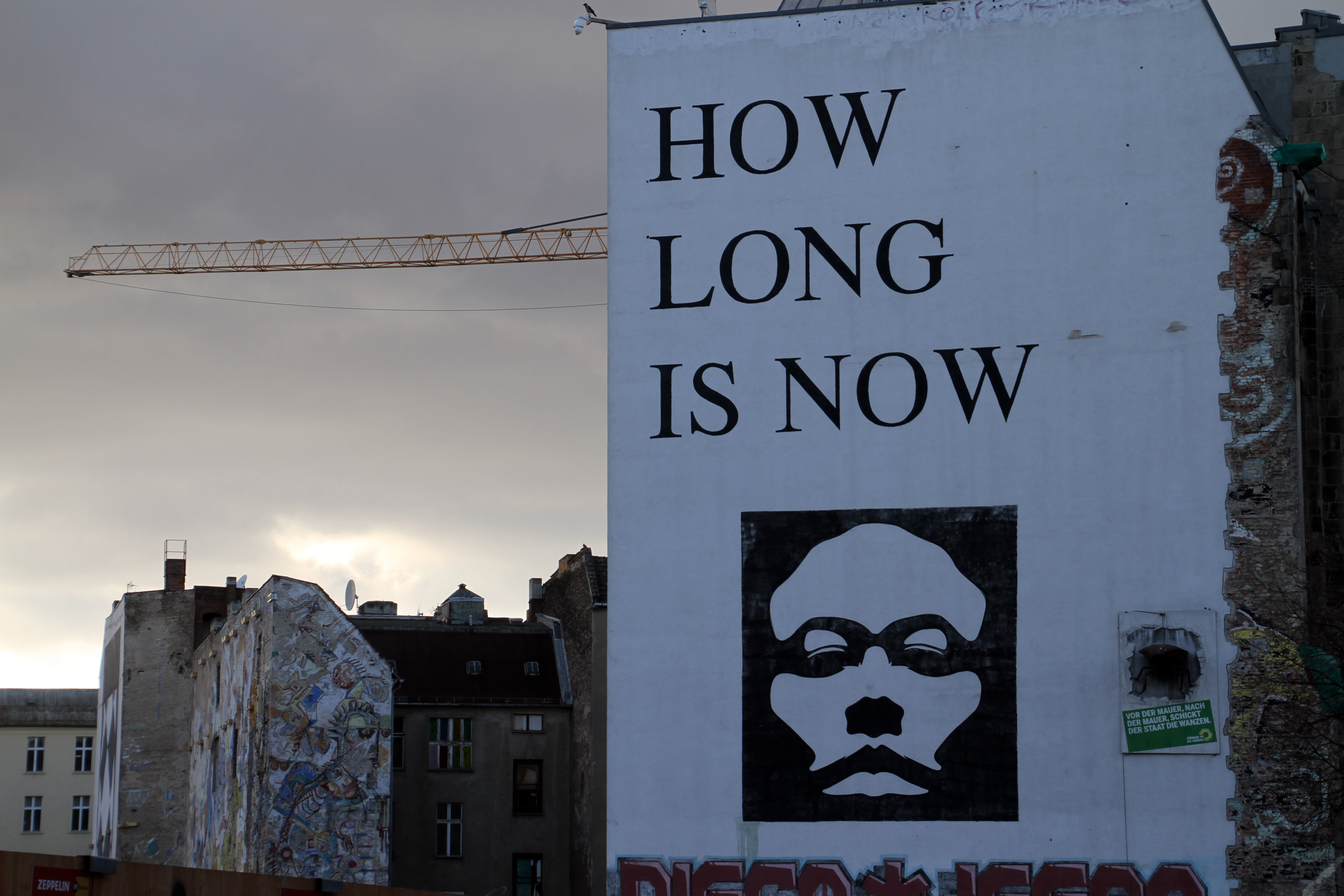
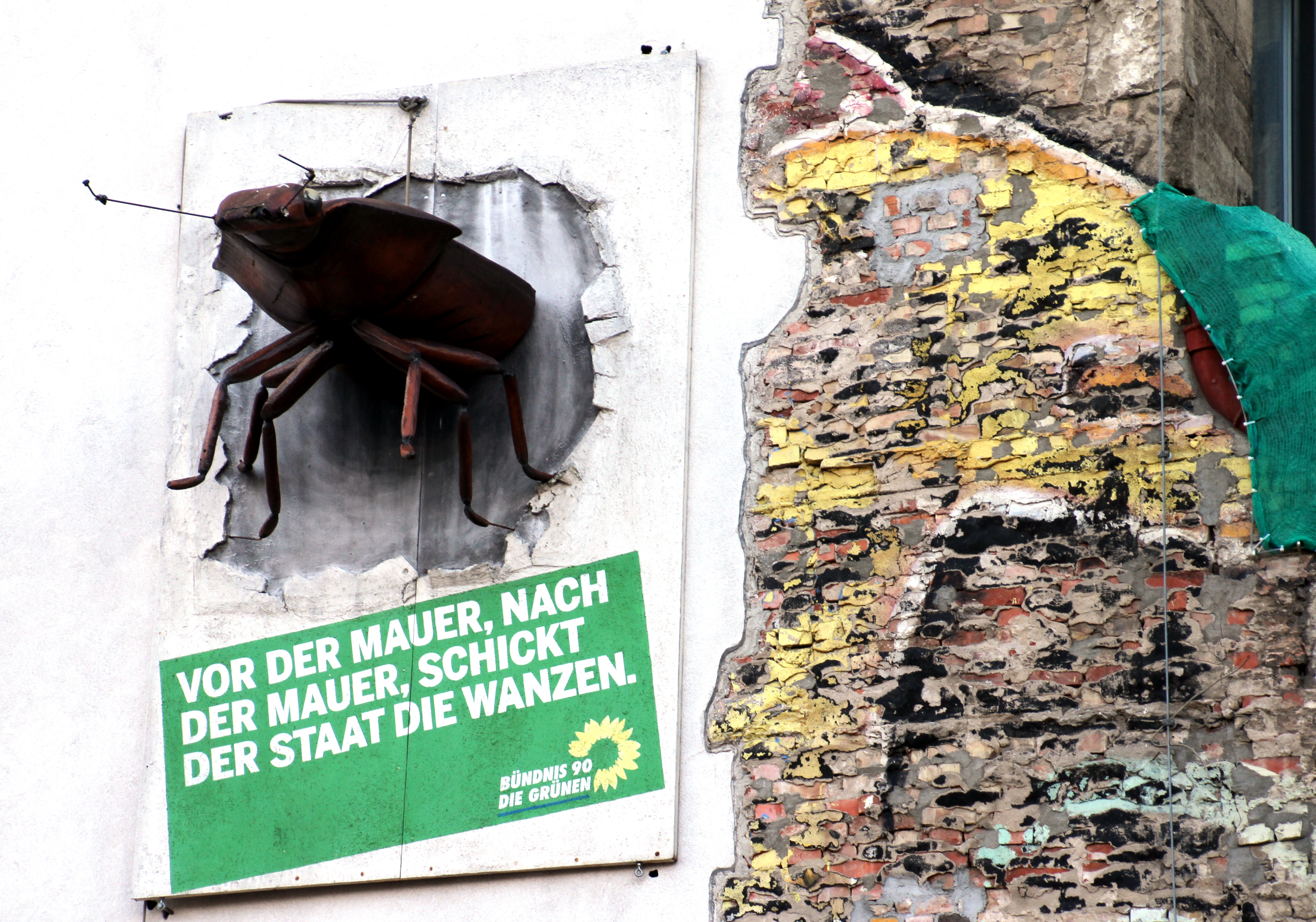
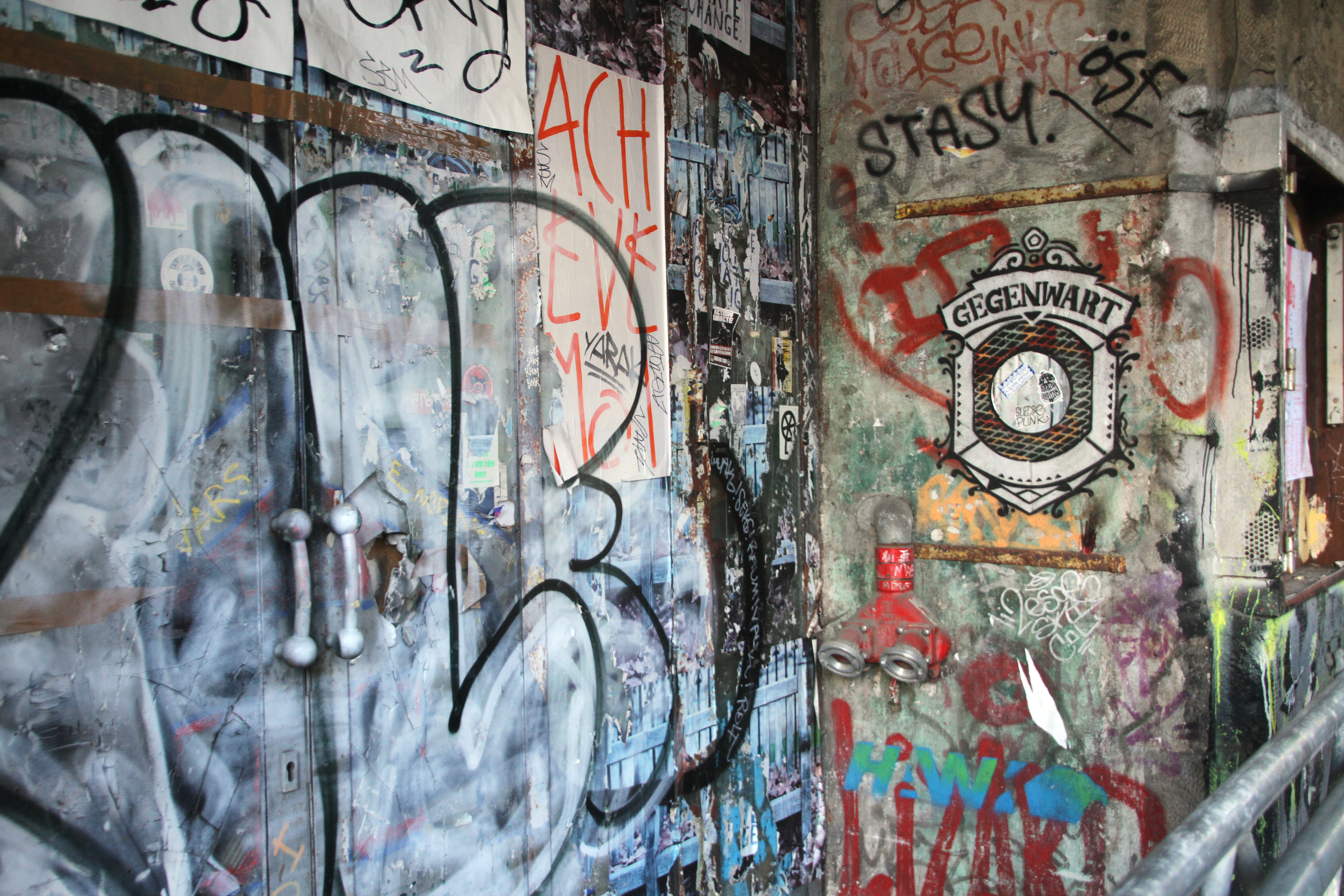
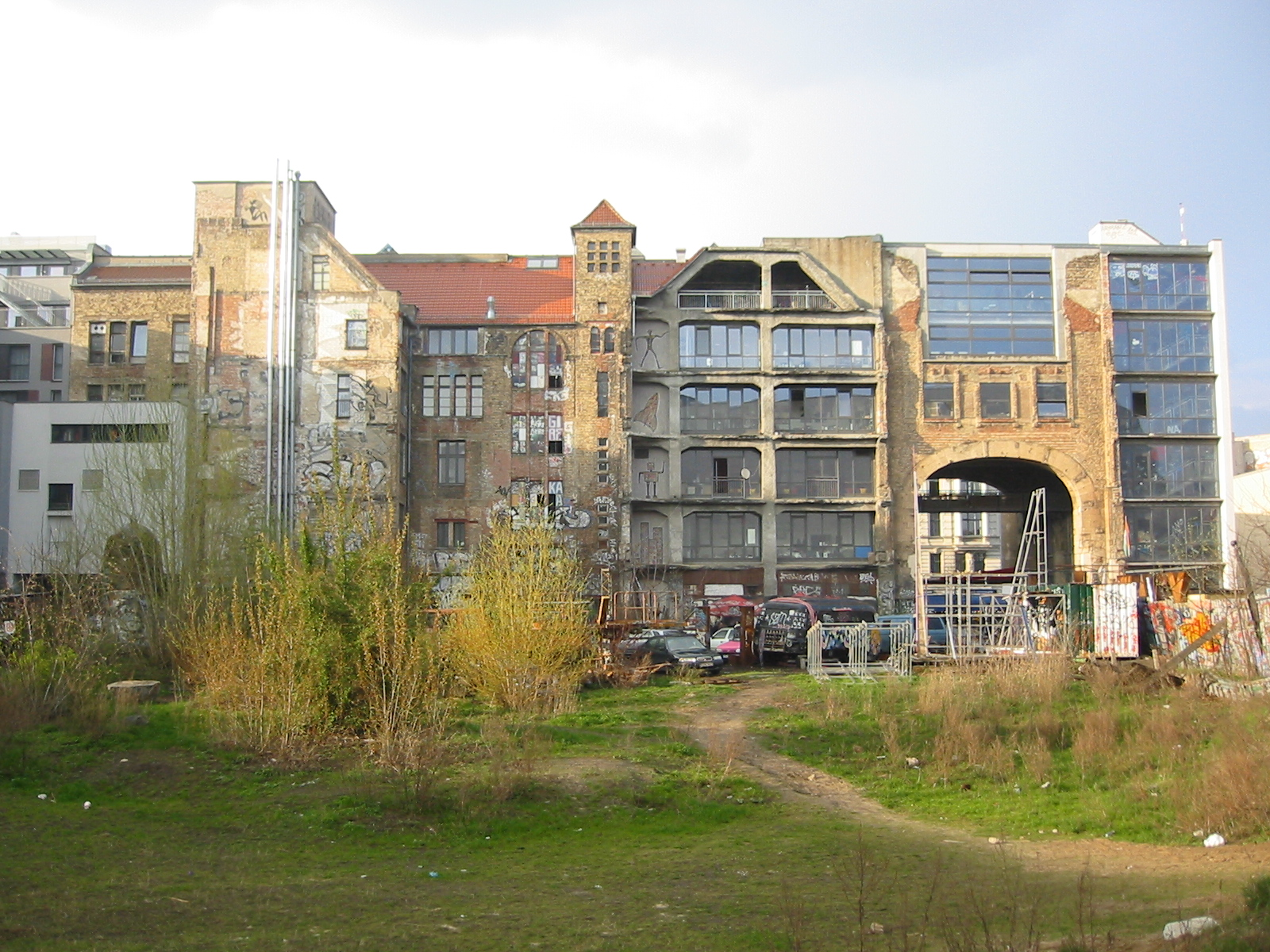